# 1483 Hakoila
1483 Hakoila eller 1938 DJ1 är en asteroid upptäckt 24 februari 1938 av den finske astronomen Yrjö Väisälä vid Storheikkilä observatorium. Asteroiden har fått sitt namn efter PhD Kosti Johannes Hakoila som arbetade tillsammans med upptäckaren.